# بوب رمزي
بوب رمزي (بالإنجليزية: Bob Ramsey)‏ (1 يناير 1864 بستوك أون ترينت في المملكة المتحدة - ) هو لاعب كرة قدم بريطاني (وحمل سابقاً جنسية المملكة المتحدة لبريطانيا العظمى وأيرلندا) في مركز الظهير. لعب مع بورت فايل وستوك سيتي ومانشستر يونايتد ونورثويتش فيكتوريا.